# Squalidus
Squalidus es un género de peces de la familia Cyprinidae y de la orden de los Cypriniformes.

## Especies
- Squalidus argentatus (Sauvage & Dabry de Thiersant, 1874)
- Squalidus atromaculatus (Nichols & C. H. Pope, 1927)
- Squalidus banarescui I. S. Chen & Y. C. Chang, 2007
- Squalidus chankaensis Dybowski, 1872
  - Squalidus chankaensis biwae (D. S. Jordan & Snyder, 1900)
  - Squalidus chankaensis chankaensis Dybowski, 1872
- Squalidus gracilis (Temminck & Schlegel, 1846)
  - Squalidus gracilis gracilis (Temminck & Schlegel, 1846)
  - Squalidus gracilis majimae (D. S. Jordan & C. L. Hubbs, 1925)
- Squalidus homozonus (Günther, 1868)
- Squalidus iijimae (Ōshima, 1919)
- Squalidus intermedius (Nichols, 1929)
- Squalidus japonicus (Sauvage, 1883)
  - Squalidus japonicus coreanus (L. S. Berg, 1906)
  - Squalidus japonicus japonicus (Sauvage, 1883)
- Squalidus mantschuricus (T. Mori, 1927)
- Squalidus minor (Harada, 1943)
- Squalidus multimaculatus Hosoya & S. R. Jeon, 1984
- Squalidus nitens (Günther, 1873)
- Squalidus wolterstorffi (Regan, 1908)

- Datos: Q836129
- Multimedia: Squalidus / Q836129
- Especies: Squalidus